# Prêmio Charles Stark Draper
A Academia Nacional de Engenharia dos Estados Unidos concede anualmente o Prêmio Charles Stark Draper, visando o desenvolvimento da engenharia e a educação pública sobre a mesma. É um dos três prêmios que constituem o Nobel de Engenharia - os outros são o Prêmio Russ e o Prêmio Gordon. O agraciado em cada um deles recebe 500 mil dólares. O prêmio homenageia Charles Stark Draper, pai dos sistemas de navegação inercial, professor do Instituto de Tecnologia de Massachusetts e fundador do Draper Laboratory. 

## Recipientes
| Ano  | Nº | Imagem | Nome                      | País                    | Citação |
| ---- | -- | ------ | ------------------------- | ----------------------- | --- |
| 1989 | 1  |        | Jack Kilby                | Estados Unidos          | Pelo desenvolvimento do circuito integrado |
| 1989 | 2  |        | Robert Noyce              | Estados Unidos          | Pelo desenvolvimento do circuito integrado |
| 1991 | 3  |        | Frank Whittle             | Reino Unido             | Pelo desenvolvimento do motor a jato |
| 1991 | 4  |        | Hans von Ohain            | Alemanha                | Pelo desenvolvimento do motor a jato |
| 1993 | 5  |        | John Backus               | Estados Unidos          | Pelo desenvolvimento do Fortran |
| 1995 | 6  |        | John Robinson Pierce      | Estados Unidos          | Pelo desenvolvimento da tecnologia de comunicação via satélite |
| 1995 | 7  |        | Harold Rosen              | Estados Unidos          | Pelo desenvolvimento da tecnologia de comunicação via satélite |
| 1997 | 8  |        | Vladimir Haensel          | Estados Unidos          | Pela invenção da reforma catalítica |
| 1999 | 9  |        | Charles Kao               | China                   | Pelo desenvolvimento da fibra óptica |
| 1999 | 10 |        | Robert Maurer             | Estados Unidos          | Pelo desenvolvimento da fibra óptica |
| 1999 | 11 |        | John MacChesney           | Estados Unidos          | Pelo desenvolvimento da fibra óptica |
| 2001 | 12 |        | Vint Cerf                 | Estados Unidos          | Pelo desenvolvimento da Internet |
| 2001 | 13 |        | Robert Kahn               | Estados Unidos          | Pelo desenvolvimento da Internet |
| 2001 | 14 |        | Leonard Kleinrock         | Estados Unidos          | Pelo desenvolvimento da Internet |
| 2001 | 15 |        | Lawrence Roberts          | Estados Unidos          | Pelo desenvolvimento da Internet |
| 2002 | 16 |        | Robert Langer             | Estados Unidos          | For the bioengineering of revolutionary medical drug delivery systems |
| 2003 | 17 |        | Ivan Getting              | Estados Unidos          | Pelo desenvolvimento do Sistema de Posicionamento Global (GPS) |
| 2003 | 18 |        | Bradford Parkinson        | Estados Unidos          | Pelo desenvolvimento do Sistema de Posicionamento Global (GPS) |
| 2004 | 19 |        | Alan Kay                  | Estados Unidos          | Pelo desenvolvimento do Xerox Alto |
| 2004 | 20 |        | Butler Lampson            | Estados Unidos          | Pelo desenvolvimento do Xerox Alto |
| 2004 | 21 |        | Robert William Taylor     | Estados Unidos          | Pelo desenvolvimento do Xerox Alto |
| 2004 | 22 |        | Charles Thacker           | Estados Unidos          | Pelo desenvolvimento do Xerox Alto |
| 2005 | 23 |        | Minoru Araki              | Estados Unidos          | Pelo projeto, desenvolvimento e operação do satélite Corona, primeiro sistema de observação terrestre baseado no espaço                                                                               |
| 2005 | 25 |        | Francis Madden            | Estados Unidos          | Pelo projeto, desenvolvimento e operação do satélite Corona, primeiro sistema de observação terrestre baseado no espaço                                                                               |
| 2005 | 26 |        | Edward Miller             | Estados Unidos          | Pelo projeto, desenvolvimento e operação do satélite Corona, primeiro sistema de observação terrestre baseado no espaço                                                                               |
| 2005 | 27 |        | James Plummer             | Estados Unidos          | Pelo projeto, desenvolvimento e operação do satélite Corona, primeiro sistema de observação terrestre baseado no espaço                                                                               |
| 2005 | 28 |        | Don Schoessler            | Estados Unidos          | Pelo projeto, desenvolvimento e operação do satélite Corona, primeiro sistema de observação terrestre baseado no espaço                                                                               |
| 2006 | 29 |        | Willard Boyle             | Canadá                  | Pela invenção do CCD, sensor utilizado em inúmeras aplicações, de câmeras digitais a telescópios |
| 2006 | 30 |        | George Smith              | Estados Unidos          | Pela invenção do CCD, sensor utilizado em inúmeras aplicações, de câmeras digitais a telescópios |
| 2007 | 31 |        | Tim Berners-Lee           | Reino Unido             | Pelo desenvolvimento da World Wide Web |
| 2008 | 32 |        | Rudolf Kalman             | Hungria/ Estados Unidos | Pelo desenvolvimento do filtro de Kalman |
| 2009 | 33 |        | Robert Heath Dennard      | Estados Unidos          | Pela invenção e aperfeiçoamento da dynamic random access memory (DRAM), usada universalmente em computadores e outros sistemas de processamento de dados e comunicação                                |
| 2011 | 34 |        | Frances Arnold            | Estados Unidos          | |
| 2011 | 35 |        | Willem Stemmer            | Países Baixos           | |
| 2012 | 36 |        | George Heilmeier          | Estados Unidos          | Por suas contribuições para o desenvolvimento da tecnologia do display de cristal líquido |
| 2012 | 37 |        | Wolfgang Helfrich         | Alemanha                | Por suas contribuições para o desenvolvimento da tecnologia do display de cristal líquido |
| 2012 | 38 |        | Martin Schadt             | Suíça                   | Por suas contribuições para o desenvolvimento da tecnologia do display de cristal líquido |
| 2012 | 39 |        | Peter Brody               |                         | Por suas contribuições para o desenvolvimento da tecnologia do display de cristal líquido |
| 2013 | 40 |        | Thomas Haug               | Noruega                 | Pioneiros do telefone celular, que lançaram as bases dos modernos smartphones |
| 2013 | 41 |        | Martin Cooper             | Estados Unidos          | Pioneiros do telefone celular, que lançaram as bases dos modernos smartphones |
| 2013 | 42 |        | Yoshihisa Okumura         |                         | Pioneiros do telefone celular, que lançaram as bases dos modernos smartphones |
| 2013 | 43 |        | Richard Frenkiel          |                         | Pioneiros do telefone celular, que lançaram as bases dos modernos smartphones |
| 2013 | 44 |        | Joel Stanley Engel        |                         | Pioneiros do telefone celular, que lançaram as bases dos modernos smartphones |
| 2014 | 45 |        | John Bannister Goodenough | Estados Unidos          | Pioneiros da bateria recarregável que estabeleceu as bases para a bateria de lítio moderna |
| 2014 | 46 |        | Yoshio Nishi              |                         | Pioneiros da bateria recarregável que estabeleceu as bases para a bateria de lítio moderna |
| 2014 | 47 |        | Rachid Yazami             |                         | Pioneiros da bateria recarregável que estabeleceu as bases para a bateria de lítio moderna |
| 2014 | 48 |        | Akira Yoshino             |                         | Pioneiros da bateria recarregável que estabeleceu as bases para a bateria de lítio moderna |
| 2015 | 49 |        | Isamu Akasaki             | Japão                   | Pela invenção, desenvolvimento e comercialização de materiais e processos para diodos emissores de luz (LEDs)                                                                                         |
| 2015 | 50 |        | Magnus George Craford     |                         | Pela invenção, desenvolvimento e comercialização de materiais e processos para diodos emissores de luz (LEDs)                                                                                         |
| 2015 | 51 |        | Russell Dupuis            |                         | Pela invenção, desenvolvimento e comercialização de materiais e processos para diodos emissores de luz (LEDs)                                                                                         |
| 2015 | 52 |        | Nick Holonyak             | Estados Unidos          | Pela invenção, desenvolvimento e comercialização de materiais e processos para diodos emissores de luz (LEDs)                                                                                         |
| 2015 | 53 |        | Shuji Nakamura            |                         | Pela invenção, desenvolvimento e comercialização de materiais e processos para diodos emissores de luz (LEDs)                                                                                         |
| 2016 | 54 |        | Andrew Viterbi            | Estados Unidos          | Pelo desenvolvimento do algoritmo de Viterbi, seu impacto transformacional nas comunicações digitais sem fio e suas aplicações significativas no reconhecimento e síntese de fala e na bioinformática |
| 2018 | 55 |        | Bjarne Stroustrup         | Dinamarca               | Pelo conceito e desenvolvimento da linguagem de programação C++ |
| 2020 | 56 |        | Jean Fréchet              | Estados Unidos          | pela invenção, desenvolvimento e comercialização de materiais quimicamente reforçados para micro e nano fabricação, o que tornou possível a extrema miniaturização de dispositivos microeletrônicos   |
| 2020 | 57 |        | Grant Willson             | Estados Unidos          | pela invenção, desenvolvimento e comercialização de materiais quimicamente reforçados para micro e nano fabricação, o que tornou possível a extrema miniaturização de dispositivos microeletrônicos   |